# Antocha pedekiboana
Antocha pedekiboana är en tvåvingeart som beskrevs av Lindner 1958. Antocha pedekiboana ingår i släktet Antocha och familjen småharkrankar.
Artens utbredningsområde är Tanzania. Inga underarter finns listade i Catalogue of Life.